# Saison 1934-1935 de l'Olympique de Marseille
Maillots
Chronologie
Saison précédente Saison suivante
L'Olympique de Marseille s'aligne pour la saison 1934-1935 en Division 1 et en Coupe de France.

## Résumé de la saison
L'Olympique de Marseille termine neuvième du championnat et remporte la finale de la 18e édition de la coupe de France; son quatrième trophée officiel.
Les phocéens affichent un double visage lors de cette saison. D'une part, une équipe robuste en Coupe de France, qui gagne ses six matchs dont son quart de finale contre le FC Sochaux, futur champion de France et la finale sur un score sans appel de 3-0 contre le Stade rennais UC. D'autre part, en championnat, les olympiens font la démonstration d'une équipe instable aux résultats en dents de scie. Ils réalisent des scores fleuves contre le FC Antibes, le SC Fives ou le FC Mulhouse mais cumulés aussi à de lourdes défaites (Olympique lillois, RC Paris, SC Fives, FC Sète ou FC Sochaux).
Ce fut la dernière saison de Jean Boyer à l'OM et "Pépito" Alcazar aligne une troisième saison consécutive en tant que meilleur buteur du club.

## Effectif

### Performance internationale
| Joueur           | Nation                                  | Performance(s)                                                 | Olympien | Future(s) performance(s)                                    | Olympien |
| Joseph Alcazar   |                                         | huitième de finaliste de la Coupe du monde de football de 1934 | Oui      | -                                                           | -        |
| Jean Boyer       |                                         | demi-finaliste aux JO d'Anvers 1920                            | Non      | -                                                           | -        |
| Jean Boyer       | quart de finaliste aux JO de Paris 1924 | Non                                                            |          | -                                                           | -        |
| Willy Kohut      |                                         | -                                                              | -        | finaliste de la Coupe du monde de football de 1938          | Oui      |
| Laurent Di Lorto |                                         | -                                                              | -        | quart de finaliste de la Coupe du monde de football de 1938 | Non      |

Légende
Olympien = performance acquise en tant que joueur de l'OM

## Les rencontres de la saison

### Division 1
| Date              | Journée | Adversaire        | Lieu | Score | Buteurs de l'OM                                                            | Class. | Public |
| ----------------- | ------- | ----------------- | ---- | ----- | -------------------------------------------------------------------------- | ------ | ------ |
| 28 août 1934      | J01     | Olympique Alèsien | Ext. | 1 - 0 | -                                                                          | 13e    | 4 500  |
| 2 septembre 1934  | J02     | FC Mulhouse       | Ext. | 3 - 4 | Kohut 1re, Eisenhoffer 7e, Alcazar 30e, Roviglione 33e                     | 7e     | 4 000  |
| 9 septembre 1934  | J03     | FC Antibes        | Dom. | 7 - 2 | Roviglione 15e, Kohut 19e, Alcazar 26e 78e 82e 87e, Eisenhoffer 52e        | 5e     | 5 000  |
| 16 septembre 1934 | J04     | SO Montpellier    | Dom. | 4 - 1 | König 13e 56e, Kohut 59e, Roviglione 76e                                   | 2e     | 4 500  |
| 23 septembre 1934 | J05     | Olympique lillois | Ext. | 5 - 0 | -                                                                          | 5e     | n.c.   |
| 30 septembre 1934 | J06     | Red Star          | Dom. | 4 - 3 | Durand 2e, Kohut 22e 90e, Zermani 57e                                      | 6e     | n.c.   |
| 7 octobre 1934    | J07     | SC Nîmes          | Ext. | 1 - 1 | Eisenhoffer 25e                                                            | 7e     | 8 000  |
| 14 octobre 1934   | J08     | EAC Roubaix       | Ext. | 0 - 3 | Alcazar 51e, Roviglione 75e 82e                                            | 4e     | 6 000  |
| 21 octobre 1934   | J09     | RC Strasbourg     | Dom. | 1 - 1 | Rabih 52e                                                                  | 4e     | 10 000 |
| 27 octobre 1934   | J10     | SC Fives          | Dom. | 5 - 1 | Zermani 5e, Kohut 31e, Alcazar 46e, König 52e 76e                          | 4e     | 10 000 |
| 4 novembre 1934   | J11     | AS Cannes         | Ext. | 3 - 0 | -                                                                          | 4e     | 9 000  |
| 11 novembre 1934  | J12     | Stade rennais FC  | Ext. | 1 - 1 | Eisenhoffer 45e                                                            | 5e     | 6 500  |
| 25 novembre 1934  | J13     | FC Sète           | Dom. | 1 - 1 | Zermani 55e                                                                | 5e     | 9 000  |
| 2 décembre 1934   | J14     | RC Paris          | Ext. | 5 - 1 | Alcazar 86e                                                                | 6e     | 4 500  |
| 23 décembre 1934  | J16     | Olympique Alèsien | Dom. | 3 - 2 | M. Conchy 22e 82e, Kohut 89e                                               | 4e     | 6 500  |
| 25 décembre 1934  | J17     | FC Mulhouse       | Dom. | 8 - 3 | Roviglione 1re 40e, Zermani 12e, Alcazar 15e 23e 68e, Kohut 52e 74e (pen.) | 4e     | 4 000  |
| 30 décembre 1934  | J18     | FC Antibes        | Ext. | 1 - 7 | Alcazar 13e 17e, Roviglione 43e 79e, Eisenhoffer 56e 67e, Zermani 84e      | 4e     | 3 500  |
| 1er janvier 1935  | J19     | Montpellier SHC   | Ext. | 3 - 2 | Zermani 20e, Bruhin 41e                                                    | 4e     | 5 000  |
| 13 janvier 1935   | J20     | Olympique lillois | Dom. | 3 - 1 | Kohut 28e, Alcazar 41e, Roviglione 43e                                     | 4e     | 7 000  |
| 20 janvier 1935   | J15     | FC Sochaux        | Dom. | 1 - 3 | Roviglione 85e                                                             | 7e     | 11 000 |
| 27 janvier 1935   | J21     | Red Star          | Ext. | 4 - 1 | M. Conchy 50e                                                              | 5e     | 5 500  |
| 10 février 1935   | J22     | SC Nîmes          | Dom. | 2 - 1 | Alcazar 58e, Zermani 82e                                                   | 3e     | 7 500  |
| 24 février 1935   | J23     | EAC Roubaix       | Dom. | 2 - 4 | Eisenhoffer 83e, Zermani 89e                                               | 5e     | n.c.   |
| 10 mars 1935      | J24     | RC Strasbourg     | Ext. | 1 - 0 | -                                                                          | 8e     | 12 000 |
| 17 mars 1935      | J25     | SC Fives          | Ext. | 6 - 3 | Alcazar 11e 65e, Roviglione 58e (pen.)                                     | 8e     | 8 000  |
| 11 avril 1935     | J26     | AS Cannes         | Dom. | 2 - 2 | Roviglione 35e, Alcazar 60e                                                | 8e     | 8 500  |
| 21 avril 1935     | J27     | Stade rennais FC  | Dom. | 4 - 1 | Alcazar 21e (pen.), Zermani 32e 79e, Roviglione 42e                        | 7e     | 7 500  |
| 28 avril 1935     | J28     | FC Sète           | Ext. | 6 - 3 | Alcazar 20e 49e, Kohut 31e                                                 | 8e     | 5 000  |
| 12 mai 1935       | J29     | RC Paris          | Dom. | 3 - 2 | Rabih 17e (pen.), Zermani 42e, Alcazar 44e                                 | 8e     | 10 000 |
| 19 mai 1935       | J30     | FC Sochaux        | Ext. | 4 - 0 | -                                                                          | 8e     | 12 500 |

Légende
Dom. = à domicile; Ext. = à l'extérieur; Class. = classement

### Coupe de France
| Date            | Tour   | Adversaire       | Lieu                               | Score | Buteurs de l'OM                              | Public |
| --------------- | ------ | ---------------- | ---------------------------------- | ----- | -------------------------------------------- | ------ |
| 9 décembre 1934 | 1/32e  | RC Agathois      | Dom.                               | 3 - 1 | König 18e, Kohut 38e, Durand 49e             | 2 500  |
| 6 janvier 1935  | 1/16e  | SC Nîmes         | Ext. à Sète                        | 0 - 1 | Roviglione 115e                              | 7 500  |
| 3 février 1935  | 1/8e   | FC Antibes       | Ext. à Cannes                      | 1 - 2 | Roviglione 11e, Kohut 12e                    | 7 000  |
| 3 mars 1935     | 1/4    | FC Sochaux       | Dom.                               | 3 - 0 | Alcazar 4e, Kohut 30e, Roviglione 48e        | 15 000 |
| 7 avril 1935    | 1/2    | Red Star         | Dom. à Lyon                        | 3 - 2 | Roviglione 10e, Kohut 12e, Eisenhoffer 90e   | 7 500  |
| 5 mai 1935      | Finale | Stade rennais FC | Neutre Stade de Colombes, Colombes | 3 - 0 | Roviglione 34e, Kohut 38e, Laurent 42e (csc) | 40 008 |

Légende
Dom. = à domicile; Ext. = à l'extérieur

## Statistiques

### Statistiques collectives
Ce tableau récapitule l'ensemble des performances du club dans les différentes compétitions disputées lors de la saison.
| Compétition     | Débute au tour | Place ou tour final | Première rencontre | Dernière rencontre | Nombre de matchs |
| Division 1      | -              | 8e                  | 28 août 1934       | 19 mai 1935        | 30               |
| Coupe de France | 32e de finale  | Vainqueur           | 9 décembre 1934    | 5 mai 1935         | 6                |

### Statistiques buteurs
Ce tableau récapitule l'ensemble des statistiques des buteurs dans les différentes compétitions disputées lors de la saison.
| Place   | Nom                  | Championnat de D1 | Coupe de France | TOTAL des BUTS |
| 1       | Joseph Alcazar       | 22 buts           | 1 but           | 23 buts        |
| 2       | Charles Roviglione   | 14 buts           | 5 buts          | 19 buts        |
| 3       | Willy Kohut          | 11 buts           | 5 buts          | 16 buts        |
| 4       | Émile Zermani        | 11 buts           | -               | 11 buts        |
| 5       | József Eisenhoffer   | 7 buts            | 1 but           | 8 buts         |
| 6       | Vilém König          | 4 buts            | 1 but           | 5 buts         |
| 7       | Max Conchy           | 3 buts            | -               | 3 buts         |
| 8       | Riahi Rabih          | 2 buts            | -               | 2 buts         |
| 8       | Raymond Durand       | 1 but             | 1 but           | 2 buts         |
| 10      | Ferdinand Bruhin     | 1 but             | -               | 1 but          |
| #       | contre son camp      | -                 | 1 but           | 1 but          |
| Détails | 10 buteurs Olympiens | 76 buts           | 15 buts         | 91 BUTS        |

### Statistiques individuelles
Ce tableau récapitule l'ensemble des statistiques des joueurs dans les différentes compétitions disputées lors de la saison.
| Nat. | Nom         | Championnat | Championnat | Championnat | Championnat  | Coupe de France | Coupe de France | Coupe de France | Coupe de France | Total | Total       | Total  | Total        |
| Nat. | Nom         | M.j.        | But inscrit | Averti      | Carton rouge | M.j.            | But inscrit     | Averti          | Carton rouge    | M.j.  | But inscrit | Averti | Carton rouge |
|      | Bistolfi    | 2           | 0           | 0           | 0            | 0               | 0               | 0               | 0               | 2     | 0           | 0      | 0            |
|      | Di Lorto    | 26          | 0           | 0           | 0            | 6               | 0               | 0               | 0               | 32    | 0           | 0      | 0            |
|      | Tricon      | 1           | 0           | 0           | 0            | 0               | 0               | 0               | 0               | 1     | 0           | 0      | 0            |
|      | Reynier     | 1           | 0           | 0           | 0            | 0               | 0               | 0               | 0               | 1     | 0           | 0      | 0            |
|      | Cavalli     | 10          | 0           | 0           | 0            | 3               | 0               | 0               | 0               | 13    | 0           | 0      | 0            |
|      | H. Conchy   | 24          | 0           | 0           | 0            | 3               | 0               | 0               | 0               | 27    | 0           | 0      | 0            |
|      | M. Conchy   | 24          | 3           | 0           | 0            | 5               | 0               | 0               | 0               | 29    | 3           | 0      | 0            |
|      | Kurka       | 10          | 0           | 0           | 0            | 1               | 0               | 0               | 0               | 11    | 0           | 0      | 0            |
|      | Ugona       | 3           | 0           | 0           | 0            | 0               | 0               | 0               | 0               | 3     | 0           | 0      | 0            |
|      | Bruhin      | 14          | 1           | 0           | 1            | 5               | 0               | 0               | 0               | 19    | 1           | 0      | 1            |
|      | Charbit     | 28          | 0           | 0           | 0            | 6               | 0               | 0               | 0               | 34    | 0           | 0      | 0            |
|      | Eisenhoffer | 21          | 7           | 0           | 0            | 4               | 1               | 0               | 0               | 25    | 8           | 0      | 0            |
|      | König       | 8           | 4           | 0           | 0            | 1               | 1               | 0               | 0               | 9     | 5           | 0      | 0            |
|      | Rabih       | 26          | 2           | 0           | 0            | 5               | 0               | 0               | 0               | 31    | 2           | 0      | 0            |
|      | Zermani     | 29          | 11          | 0           | 0            | 6               | 0               | 0               | 0               | 35    | 11          | 0      | 0            |
|      | Alcazar     | 26          | 22          | 0           | 1            | 5               | 1               | 0               | 0               | 31    | 23          | 0      | 1            |
|      | Boyer       | 6           | 0           | 0           | 0            | 0               | 0               | 0               | 0               | 6     | 0           | 0      | 0            |
|      | Chloupek    | 9           | 0           | 0           | 0            | 1               | 0               | 0               | 0               | 10    | 0           | 0      | 0            |
|      | Durand      | 11          | 1           | 0           | 0            | 3               | 1               | 0               | 0               | 14    | 2           | 0      | 0            |
|      | Kohut       | 27          | 11          | 0           | 0            | 6               | 5               | 0               | 0               | 33    | 16          | 0      | 0            |
|      | Roviglione  | 24          | 14          | 0           | 0            | 6               | 5               | 0               | 0               | 30    | 19          | 0      | 0            |

Légende
Nat. = nationalité; M.j. = match(s) joué(s)